# 아르고 황금 대탐험
《아르고 황금 대탐험》(Jason And The Argonauts)은 영국에서 제작된 돈 채피 감독의 1963년 액션, 가족, 판타지, 모험 영화이다. 토드 암스트롱 등이 주연으로 출연하였고 찰스 H. 슈니어 등이 제작에 참여하였다.

## 출연

### 주연
- 토드 암스트롱
- 낸시 코박

### 조연
- 게리 레이몬드
- 로렌스 네스미스
- 니올 맥긴스
- 마이클 그윈
- 더글러스 윌머
- 잭 그윌림
- 호노 블래컴
- 존 케어니
- 패트릭 트로우톤
- 앤드류 폴즈
- 나이젤 그린

## 기타
- 미술: 제프리 드레이크
- Ass-PD: 레이 해리하우젠

## 같이 보기
- 검과 샌들